# 龍田梨恵
龍田 梨恵（たつた りえ、1977年9月13日 - ）は、フリーアナウンサー。レプロエンタテインメント所属。既婚。血液型はA型。

## 人物
兵庫県神戸市出身。神戸女学院中学部・高等学部卒業。阪神大震災の一時期、青山学院高等部で学んでいた。神戸女学院大学卒。父は龍田紡績の専務取締役を務めている。
2000年、テレビ東京に入社。主にスポーツ関係の仕事を行っていた。同社には中学・高校の1年後輩に当たる大橋未歩アナウンサーも2002年に入社している。
2005年6月、テレビ東京を退社。その後アメリカでの生活を経てフリーアナウンサーとして仕事に復帰。
2007年にはフジテレビのスペシャルドラマ「美ら海からの年賀状」で女優業に初挑戦した。
2009年10月、外資系金融会社に勤める4歳年上の男性と結婚。

## 出演番組

### テレビ東京時代
- 激走!GT
- 激生!スポーツTODAY
  - スポーツ10ミニッツ
- スポーツ魂（月・火曜日担当 2004年3月 - 2005年3月）
- タレコミ
- 朝は楽しく!スマイルサプリメント - 開始時には水曜日、半年後には金曜日をそれぞれ担当。
- 中山ボウリング店
- 女の中の二つの顔（テレビ東京 2004年8月25日）
- 他

### フリー転向後
- マネースポーツ（RFラジオ日本、終了）
- ウギブギ（TBS、終了）
- MOVING SATURDAY（TOKYO FM、2008年4月 - ）
- GOLF武勇伝（サンテレビ）
- イマドキッ土曜日（MBSラジオ、2008年10月 - 2009年1月）
- かわさきフィーリング（RFラジオ日本、2009年7月 - ）
- グリーンの教え（BS-TBS　2011年4月 - 7月）
- 〜鉄路の旅〜ローカル列車で巡るあの町・この町ナレーター（BS日テレ）